# Alpaida versicolor
Alpaida versicolor este o specie de păianjeni din genul Alpaida, familia Araneidae. A fost descrisă pentru prima dată de Keyserling, 1877. Conform Catalogue of Life specia Alpaida versicolor nu are subspecii cunoscute.